# ヤマノシラギク
ヤマノシラギク（欧字名:Yamano Shiragiku、1979年2月25日 - 1999年9月27日）は、日本の競走馬、繁殖牝馬。
京都大賞典を2度制すなど重賞3勝。日本中央競馬会の10箇所の競馬場すべてで出走した馬として知られている。現在でいうGI競走での勝利はないものの、牡馬相手の古馬重賞でもたびたび好走をした。女旅役者と呼ばれた。
父はオーバーサーブ、母はホンマルクイン。ファミリーラインは小岩井農場の基礎輸入牝馬の一頭であるビューチフルドリーマー系である。近親に「美少女」タマミがいる。

## 戦績
1981年6月、札幌競馬場での3歳新馬戦でデビューし2戦目で勝ち上がった。その後はなかなか勝てないものの、京都3歳ステークスでは同世代最強の呼び声が高かったサルノキングと好勝負を繰り広げての2着となり、また阪神3歳ステークスでもリードエーティの2着に入り翌年の牝馬クラシック戦線の主役候補として期待された。
4歳になり2連勝して桜花賞の制覇の期待も大きかったが、故障が判明して桜花賞を回避した。故障から復帰してオークスやエリザベス女王杯には出走したものの、上位入着はできなかった。
5歳になってからは長期の休養を取ることなく小倉、新潟、中京などのローカル重賞の制覇を狙って転戦するものの、なかなか勝利を収められなかった。秋になってようやく京都大賞典を制した。その後も休みなく各競馬場を転戦して、その当時の重賞には欠かせない名脇役となっていった。札幌、函館、新潟、福島、中山、東京、中京、京都、阪神、小倉からなる中央競馬の10箇所の競馬場全てで出走を果たしたことでも話題となった。戦績も牝馬としてはなかなかのもので、6歳で小倉大賞典、7歳で再び京都大賞典を制した。
1985年12月、7歳で有馬記念に出走したのを最後に現役を引退した。
ローカル重賞のイメージが強いが、全7勝のうち5勝を京都競馬場で挙げるなど、強力なメンバーが揃う京都や阪神で好走した一方、ローカル開催ではあまり勝てていない。それゆえローカル重賞では人気を集めては勝てず、人気を落として京都で大穴を出すという馬になっていた。
またローカル開催が活動の中心ということもなく、天皇賞と宝塚記念には3回挑戦し、ジャパンカップと有馬記念にも1回出走している。

## その後
引退後は今岩男牧場で繁殖牝馬として供用された（グランド牧場に居た時期もある）が、産駒成績は全く振るわずに終わった（ただし、牝馬も数頭出産しており、牝系は2000年代まで存続していた）。また、産駒は全て母と同オーナーだった。
1999年9月27日に、今岩男牧場で疝痛のため、21歳で死亡。墓は最期を迎えた今牧場に建てられている。

## 主な勝ち鞍
- 5歳（1983年） - 京都大賞典
- 6歳（1984年） - 小倉大賞典（GIII）
- 7歳（1985年） - 京都大賞典（GII）

## エピソード
- JRA10場出走は7歳時に福島競馬場で出走して達成したが、これは新潟競馬場が改装のため開催変更となった新潟大賞典に出走して達成されたものであった（福島での出走はその一度のみであった）。
- 10場のうち、9場では掲示板に載る（5着以内）ことができたが、2度出走（7歳時の中山牝馬ステークスと有馬記念）した中山競馬場でのレースでは11着、10着に終わり「全10場での掲示板」は達成できなかった。
- 10場すべてで重賞競走に出走している。本馬以外には、アラタマワンダーが記録している。
- JRAが1981年より開始している競走馬を題材とした広報ポスター『ヒーロー列伝』にも起用されているが、他の起用馬がGIないしそれに相当する競走を勝ち鞍に有している中で、2023年現在、唯一現役時に一度もGIを勝利していない馬である（発表時点で未勝利だった例としては他にステイゴールドがいる）。

## 血統表
| ヤマノシラギクの血統（ニジンスキー系/5代までアウトブリード） | ヤマノシラギクの血統（ニジンスキー系/5代までアウトブリード） | ヤマノシラギクの血統（ニジンスキー系/5代までアウトブリード） | （血統表の出典）      | （血統表の出典）      |
| 父 *オーバーサーブ Over Served 1972 鹿毛                     | 父の父Nijinsky II 1967 鹿毛                                  | Northern Dancer                                              | Nearctic              | Nearctic              |
| 父 *オーバーサーブ Over Served 1972 鹿毛                     | 父の父Nijinsky II 1967 鹿毛                                  | Northern Dancer                                              | Natalma               |                       |
| 父 *オーバーサーブ Over Served 1972 鹿毛                     | 父の父Nijinsky II 1967 鹿毛                                  | Flaming Page                                                 | Bull Page             | Bull Page             |
| 父 *オーバーサーブ Over Served 1972 鹿毛                     | 父の父Nijinsky II 1967 鹿毛                                  | Flaming Page                                                 | Flaring Top           |                       |
| 父 *オーバーサーブ Over Served 1972 鹿毛                     | 父の母Nautial Miss 1960 黒鹿毛                               | Sailor                                                       | Eight Thirty          | Eight Thirty          |
| 父 *オーバーサーブ Over Served 1972 鹿毛                     | 父の母Nautial Miss 1960 黒鹿毛                               | Sailor                                                       | Flota                 |                       |
| 父 *オーバーサーブ Over Served 1972 鹿毛                     | 父の母Nautial Miss 1960 黒鹿毛                               | Appian                                                       | Roman                 | Roman                 |
| 父 *オーバーサーブ Over Served 1972 鹿毛                     | 父の母Nautial Miss 1960 黒鹿毛                               | Appian                                                       | Miss Aubrey           |                       |
| 母 ホンマルクイン 1966 鹿毛                                  | 母の父*ソロナウェー Solonaway 1946 鹿毛                      | Solferino                                                    | Fairway               | Fairway               |
| 母 ホンマルクイン 1966 鹿毛                                  | 母の父*ソロナウェー Solonaway 1946 鹿毛                      | Solferino                                                    | Sol Speranza          |                       |
| 母 ホンマルクイン 1966 鹿毛                                  | 母の父*ソロナウェー Solonaway 1946 鹿毛                      | Anyway                                                       | Grand Glacier         | Grand Glacier         |
| 母 ホンマルクイン 1966 鹿毛                                  | 母の父*ソロナウェー Solonaway 1946 鹿毛                      | Anyway                                                       | The Widow Murphy      |                       |
| 母 ホンマルクイン 1966 鹿毛                                  | 母の母クリゾノ 1950 栗毛                                     | トシシロ                                                     | *ダイオライト Diolite | *ダイオライト Diolite |
| 母 ホンマルクイン 1966 鹿毛                                  | 母の母クリゾノ 1950 栗毛                                     | トシシロ                                                     | 月城                  |                       |
| 母 ホンマルクイン 1966 鹿毛                                  | 母の母クリゾノ 1950 栗毛                                     | クリススム                                                   | トキノチカラ          | トキノチカラ          |
| 母 ホンマルクイン 1966 鹿毛                                  | 母の母クリゾノ 1950 栗毛                                     | クリススム                                                   | ブライトン F-No.12    |                       |